# 新東
新東株式会社（しんとう、英: SHINTO COMPANY LIMITED）は、愛知県高浜市論地町に本社を置く三州瓦製造メーカー。
瓦と太陽電池パネルを一体化したソーラー瓦、苔を用いて傾斜屋根を緑化する瓦を瓦業界で初めて商品化した。2016年（平成28年）時点では製造している瓦の約7割が平板瓦である。

## 沿革
- 1963年（昭和38年）9月2日 - 新東赤瓦株式会社として設立[6]。
- 1974年（昭和49年）8月 - 新東窯業株式会社に社名変更[6]。
- 1995年（平成7年）1月 - 新東株式会社に変更[6]。
- 2000年（平成12年）7月 - 国際標準化機構「ISO9001」の審査登録[6]。
- 2001年（平成13年）2月 - 日本証券業協会に株式を店頭上場[7]。
- 2004年（平成16年）12月 - 日本証券業協会への店頭登録を取消し、ジャスダック証券取引所に株式を上場[7]。
- 2006年（平成18年）11月 - 国際標準化機構「ISO14001」の審査登録[6]。
- 2010年（平成22年）4月 - ジャスダック証券取引所と大阪証券取引所の合併に伴い、大阪証券取引所JASDAQに上場[7]。
- 2011年（平成23年） - 本格的にリフォーム市場に参入[5]。
- 2013年（平成25年）
  - 平板瓦の「セラムFフラット システム瓦」がグッドデザイン賞を受賞[5]。
  - 7月 - 東京証券取引所と大阪証券取引所の現物市場の統合に伴い、東京証券取引所JASDAQ（スタンダード）に上場[7]。
- 2014年（平成26年）7月 - 新東ルーフ株式会社を吸収合併[7]。
- 2015年（平成27年） - インテリア商品の鬼瓦「鬼瓦家守」を開発[8]。
- 2020年（令和2年）10月 - 本社第二工場、二池工場廃止[7]。
- 2024年（令和6年）1月 - 札幌証券取引所本則市場に上場[9]。

## 事業所

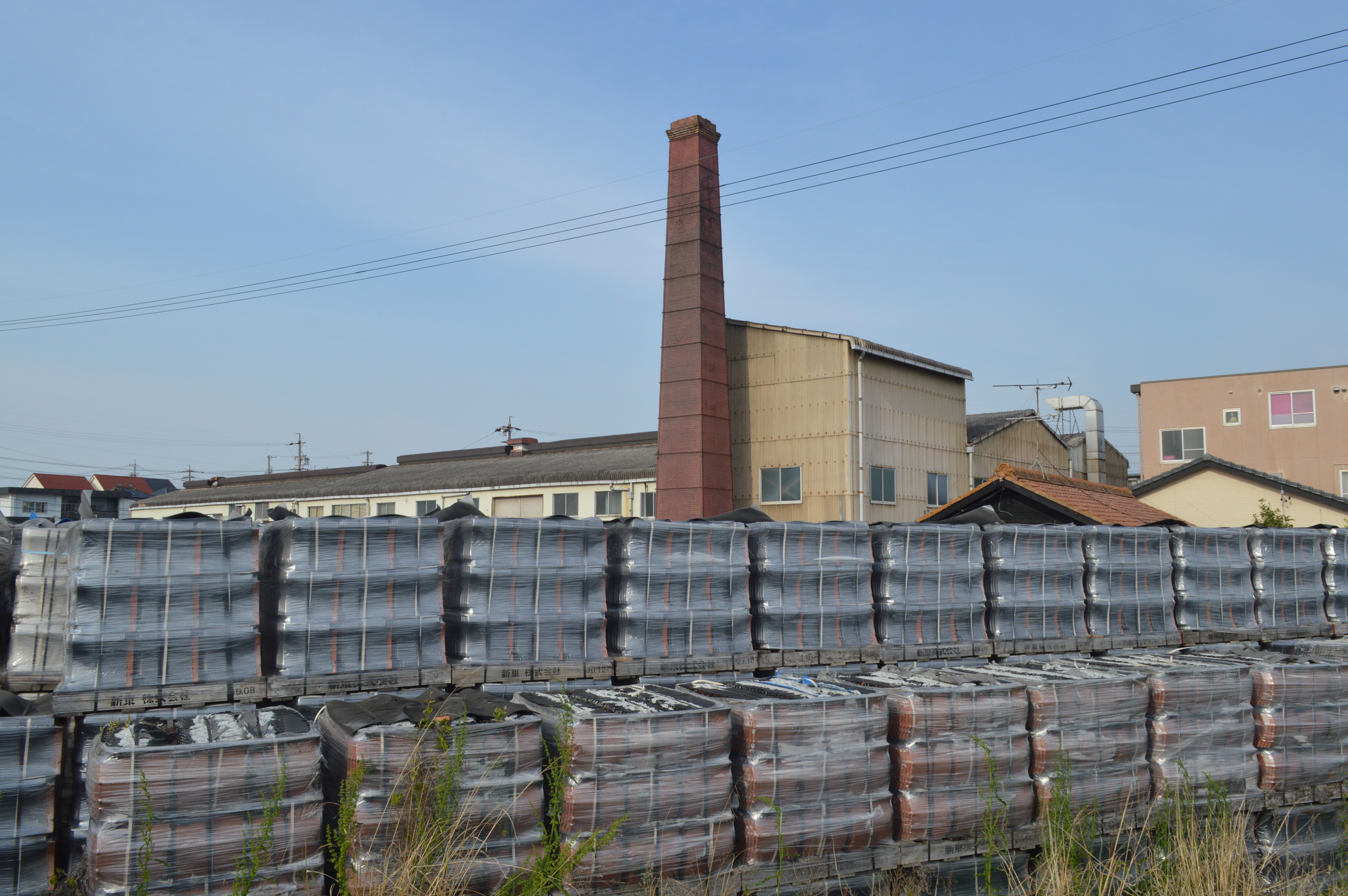
二池工場

- 本社・本社工場・テクノセンター（愛知県高浜市）[10]
- 東京支店（東京都中野区）[10]
- 港南工場（愛知県碧南市）[10]
- 明石工場（愛知県碧南市）[10]
- 宮ノ浦工場（愛知県高浜市）[10]
- 土浦センター（茨城県土浦市）[10]